# Établissement de détention Leclerc de Laval
L'Établissement de détention Leclerc de Laval, également appelé la prison Leclerc, est une prison provinciale dans la province de Québec, au Canada. Cette prison construite dans les années 1960 recevait initialement des hommes et était destinée à des peines de niveau fédéral. L'établissement a été fermé en 2012 par le gouvernement Harper pour cause de vétusté. En 2014, le gouvernement du Québec a signé un bail de dix ans afin de louer l'établissement au fédéral. La Maison Tanguay ayant fermé pour cause d'installations désuètes, les détenues ont été transférées à la prison Leclerc en 2016. Ce transfert a également été effectué afin de désengorger le système carcéral québécois victime de surpopulation. Depuis 2016, plusieurs organismes dénoncent les conditions critiques dans lesquelles les détenues vivent à la prison Leclerc.

## Historique
L'établissement de détention Leclerc de Laval a été construit dans les années 1960 afin d'accueillir des hommes nécessitant une sécurité maximale. La prison a été fermée en 2013 par le gouvernement Harper pour décrépitude et pour des raisons budgétaires. En 2014, le gouvernement provincial a affirmé vouloir reprendre l'établissement.
L'objectif du ministère de la Sécurité publique était de créer plus de 700 places pour les détenus provinciaux ainsi que 400 emplois. Selon Stéphane Bergeron, ministre de la Sécurité publique, la Québec est « aux prises avec un sérieux problème de surpopulation carcérale ». Cette surpopulation des établissements carcéraux de la région de Montréal met en péril la sécurité publique puisque les employés ont du mal à gérer les prisons qui dépassent leur capacité maximale de détenus. Les femmes détenues à la Maison Tanguay ont été transférées en 2016 à la prison Leclerc, dans l'attente de travaux d'aménagements à l'établissement Tanguay. La prison Leclerc a changé de vocation en 2016 pour devenir un établissement de détention mixte, comprenant 250 places pour femmes et 84 pour hommes.

### Cohabitation des détenus hommes et des femmes
La mixité a été reconnue comme une situation non viable en 2016 par Martin Coiteux. Cette cohabitation entre des hommes condamnés plus souvent pour des crimes violents et des femmes qui purgeaient des peines moins sévères créait des problèmes. Les femmes devaient fréquemment croiser les détenus masculins lorsqu'elles se rendaient au parloir ou à l'infirmerie. Certains détenus ont tenu des propos dégradants ou à caractère sexuel envers les femmes incarcérées,, situation d'autant plus problématique que de nombreuses détenues ont vécu de la violence physique ou des agressions sexuelles avant leur incarcération. Les hommes ont finalement été transférés dans un autre établissement de la province en 2016,.

## Conditions de détention
Dès le transfert des détenues à la prison Leclerc, de nombreuses associations ont dénoncé la vétusté de l'établissement, notamment la Fédération des femmes du Québec, la Ligue des droits et libertés et la Société Elizabeth Fry du Québec.
Plusieurs problèmes dont la présence de vermine, l'eau non potable ainsi que le chauffage souvent absent en hiver sont au cœur des préoccupations. Des femmes précédemment incarcérées au Leclerc ont critiqué les drains infestés de vers, la présence de punaises de lit ainsi que de souris.
L'environnement architectural est également trop répressif pour des femmes ayant commis des délits mineurs. Des fouilles à nu trop fréquentes et abusives ont fait l'état de critique par des activistes ainsi que le recours à l'isolement dans les cellules. Le manque de formation des membres du personnel ainsi que la violence des ces derniers envers les détenues font aussi partie des enjeux décriés.
Pour de nombreux activistes, les conditions de détention au Leclerc vont à l'encontre de la Charte des droits et libertés du Québec.

### Conditions pendant la pandémie de COVID-19
En 2022, la prison Leclerc a été aux prises avec une éclosion des cas de COVID-19. Certaines détenues ont confié aux médias les conditions critiques dans lesquelles elles vivaient depuis la pandémie. Quelques détenues ont été confinées dans leur cellules pendant deux semaines sans pouvoir prendre une douche ou avoir accès à leurs médicaments. Plusieurs femmes ont aussi dénoncé le manque de produits d'hygiène féminine et de vêtements de rechange lors de leur confinement.